# Teen Choice Awards 2012
Teen Choice Awards 2012 byly udělovány 22. července 2012 a vysílaly se na televizním kanálu Fox. Moderátory pro letošní rok se stali Demi Lovato a Kevin McHale. Ceny slavily největší úspěchy uplynulého roku v hudbě, filmu, televizi, sportu, módě, komedii a internetu. Ceny volili náctiletí diváci od třinácti do devatenácti let. Letos bylo zaznamenáno přes 134 milionů hlasů.

## Uvádějící
- Kristen Bellová
- Troian Bellisario
- Ashley Benson
- Miranda Cosgroveová
- Cat Deeley
- Ellen DeGeneres
- Jason Derülo
- Ellen DeGeneres
- Nina Dobrev
- Zac Efron
- Selena Gomez
- Sophia Grace a Rosie
- Lucy Hale
- Josh Hutcherson
- Meaghan Jette Martin
- Victoria Justice
- Zachary Knighton
- Laura a Vanessa Marano
- Bridgit Mendler
- Lea Michele
- Shay Mitchell
- Adam Pally
- Hayden Panettiere
- Tyler Posey
- Gordon Ramsay
- Zoe Saldana
- Dax Shepard
- Jordin Sparks
- Taylor Swift
- Damon Wayans, Jr.
- Paul Wesley
- Shane West

## Vystupující
- Justin Bieber - „Boyfriend" a „As Long as You Love Me" (s Big Seanem)
- Flo Rida - „Whistle" a „Wild Ones" (se zpěvačkou Siou Furler)
- Carly Rae Jepsenová - „Call Me Maybe"
- No Doubt - „Settle Down"
- Pauly D (DJ večera)

## Ceny
Výherci jsou vyznačeni tučně.

### Filmy
| Akční filmy | Herec v akčním filmu |
| --- | --- |
| - Bez dechu - Povinnost a čest - Mission: Impossible – Ghost Protocol - Red Tails - Sherlock Holmes: Hra stínů | - Tom Cruise, Mission: Impossible – Ghost Protocol - Robert Downey Jr., Sherlock Holmes: Hra stínů - Tom Hardy, Warrior - Taylor Lautner, Bez dechu - Logan Lerman, Tři mušketýři |
| Herečka v akčním filmu | Dramatický film |
| - Salma Hayek, Kocour v botách - Milla Jovovich, Tři mušketýři - Paula Patton, Mission: Impossible – Ghost Protocol - Noomi Rapace, Sherlock Holmes: Hra stínů - Zoe Saldana, Colombiana                                            | - Drive - Černobílý svět - Talisman - Navždy spolu - Koupili jsme zoo |
| Herec v dramatickém filmu | Herečka v dramatickém filmu |
| - Matt Damon, Koupili jsme zoo - Zac Efron, Talisman - Ryan Gosling, Drive - Channing Tatum, Navždy spolu - Justin Timberlake, Vyměřený čas                                                                                         | - Sandra Bullock, Neuvěřitelně hlasitě & nesmírně blízko - Viola Davis, Černobílý svět - Scarlett Johanssonová, Koupili jsme zoo - Rachel McAdamsová, Navždy spolu - Emma Stoneová, Černobílý svět |
| Komedie | Herec v komedii |
| - 21 Jump Street - Prci, prci, prcičky: Školní sraz - Bláznivá, zatracená láska - Mupeti - Jak porodit a nezbláznit se | - Jason Biggs, Prci, prci, prcičky: Školní sraz - Ryan Gosling, Bláznivá, zatracená láska - Jonah Hill, 21 Jump Street a Spratci na zabití - Chris Rock, Jak porodit a nezbláznit se - Channing Tatum, 21 Jump Street                                                                                           |
| Herečka v komedii | Romantický film |
| - Cameron Diaz, Jak porodit a nezbláznit se - Alyson Hanniganová, Prci, prci, prcičky: Školní sraz - Jennifer Lopez, Jak porodit a nezbláznit se - Emma Stoneová, Bláznivá, zatracená láska - Reese Witherspoonová, Tohle je válka! | - Talisman - Mysli jako on - Tohle je válka! - Twilight sága: Rozbřesk – 1. část - Navždy spolu |
| Herec v romantickém filmu | Herečka v romantickém filmu |
| - Michael Ealy, Mysli jak on - Zac Efron, Talisman - Robert Pattinson, Twilight sága: Rozbřesk – 1. část - Chris Pine, Tohle je válka! - Channing Tatum, Navždy spolu                                                               | - Miley Cyrusová, LOL - Meagan Good, Mysli jak on - Rachel McAdamsová, Navždy spolu - Taylor Schilling, Talisman - Kristen Stewartová, Twilight sága: Rozbřesk – 1. část |
| Sci-Fi/Fantasy | Herec ve Sci-Fi/Fantasy |
| - Avengers - Hunger Games - Sněhurka - Twilight sága: Rozbřesk – 1. část - Hněv Titánů | - Robert Downey Jr., Avengers - Chris Hemsworth, Avengers - Josh Hutcherson, Hunger Games - Taylor Lautner, Twilight sága: Rozbřesk – 1. část - Robert Pattinson, Twilight sága: Rozbřesk – 1. část |
| Herečka ve Sci-Fi/Fantasy | Hlas |
| - Lily Collins, Sněhurka - Vanessa Hudgens, Cesta na tajuplný ostrov 2 - Scarlett Johanssonová, Avengers - Jennifer Lawrenceová, Hunger Games - Kristen Stewartová, Twilight sága: Rozbřesk – 1. část                               | - Zac Efron jako Ted, Lorax - Seth MacFarlane jako Ted, Méďa - Jesse McCartney jako Theodore, Alvin a Chipmunkové 3 - Chris Rock jako Marty, Madagaskar 3 - Taylor Swift jako Audrey, Lorax |
| Letní akční film | Letní komediální nebo hudební film |
| - Amazing Spider-Man - Avengers - Muži v černém 3 - Prometheus - Sněhurka a lovec | - Katy Perry: Skutečná tvář - Madagaskar 3 - Rock of Ages - Méďa - Můj otec je šílenec |
| Letní filmová hvězda: herec | Letní filmová hvězda: herečka |
| - Robert Downey Jr., Avengers - Andrew Garfield, Amazing Spider-Man - Chris Hemsworth, Sněhurka a lovec a Avengers - Adam Sandler, Můj otec je šílenec - Will Smith, Muži v černém 3                                                | - Scarlett Johanssonová, Avengers - Leighton Meesterová, Můj otec je šílenec - Kristen Stewartová, Sněhurka a lovec - Emma Stoneová, Amazing Spider-Man - Charlize Theronová, Sněhurka a lovec a Prometheus |
| Průlom | Chemie |
| - Sam Claflin, Sněhurka a lovec - Julianne Hough, Rock of Ages - Joe Manganiello, Jak porodit a nezbláznit se - Noomi Rapace, Prometheus - Rihanna, Bitevní loď                                                                     | - Ryan Gosling a Steve Carell, Bláznivá, zatracená láska - Julianne Hough a Diego Boneta, Rock of Ages - Jennifer Lawrenceová a Amandla Stenberg, Hunger Games - Will Smith a Josh Brolin, Muži v černém 3 - Channing Tatum a Jonah Hill, 21 Jump Street - Mark Wahlberg a Ted (mluví ho Seth MacFarlane), Méďa |
| Nejlepší záchvat vzteku | Polibek |
| - Steve Carell, Bláznivá, zatracená láska - Kevin Hart, Mysli jako on - Mark Ruffalo, Avengers - Channing Tatum a Jonah Hill, 21 Jump Street - Charlize Theron, Sněhurka a lovec                                                    | - Zac Efron a Taylor Schilling, Talisman - Jennifer Lawrenceová a Josh Hutcherson, Hunger Games - Kristen Stewart a Robert Pattinson, Twilight sága: Rozbřesk, část 1 - Emma Stoneová a Ryan Gosling, Bláznivá, zatracená láska - Channing Tatum a Rachel McAdamsová, Navždy spolu                              |
| Zloděj scén: Muž | Zloděj scén: žena |
| - Chace Crawford, Jak porodit a nezbláznit se - Chris Evans, Avengers - Kevin Hart, Mysli jako on - Liam Hemsworth, Hunger Games - Kellan Lutz, Twilight sága: Rozbřesk – 1. část                                                   | - Elizabeth Banksová, Hunger Games - Ashley Greene, Twilight sága: Rozbřesk – 1. část - Lea Michele, Šťastný Nový rok - Nikki Reed, Twilight sága: Rozbřesk – 1. část - Nicole Scherzinger, Muži v černém 3 |
| Padouch | |
| - Jemaine Clement, Muži v černém 3 - Tom Hiddleston, Avengers - Rhys Ifans, Amazing Spider-Man - Charlize Theron, Sněhurka a lovec - Alexander Ludwig, Hunger Games                                                                 | |

### Hudba
| Zpěvák | Zpěvačka |
| --- | --- |
| - Justin Bieber - Drake - Bruno Mars - Pitbull - Blake Shelton | - Adele - Jennifer Lopez - Katy Perry - Rihanna - Taylor Swift |
| Hudební skupina | R&B/Hip-Hopový umělec |
| - Selena Gomez & the Scene - Gym Class Heroes - Lady Antebellum - LMFAO - The Wanted | - Beyoncé - Flo Rida - Nicki Minaj - Pitbull - Kanye West |
| Rocková skupina | Rocková píseň |
| - The Black Keys - Foo Fighters - Foster the People - fun. - Linkin Park | - „Lonely Boy", The Black Keys - „Paradise", Coldplay - „Pumped Up Kicks", Foster the People - „We Are Young", fun. featuring Janelle Monáe - „Somebody That I Used to Know", Gotye featuring Kimbra                      |
| Umělec s elektronickou taneční hudbou | Singl hudební skupiny |
| - deadmau5 - David Guetta - Calvin Harris - Kaskade - Skrillex | - „We Are Young", fun. featuring Janelle Monáe - „Hit the Lights", Selena Gomez & The Scene - „Ass Back Home", Gym Class Heroes - „Party Rock Anthem", LMFAO - „Moves Like Jagger", Maroon 5 featuring Christina Aguilera |
| Singl zpěvačky | Singl zpěváka |
| - „Set Fire to the Rain", Adele - „Stronger (What Doesn't Kill You)", Kelly Clarkson - „Dance Again", Jennifer Lopez featuring Pitbull - „Part of Me", Katy Perry - „Eyes Open", Taylor Swift | - „Boyfriend", Justin Bieber - „Take Care", Drake featuring Rihanna - „Good Feeling", Flo Rida - „It Will Rain", Bruno Mars - „Give Me Everything", Pitbull featuring Ne-Yo, Afrojack & Nayer                             |
| Country zpěvák | Country zpěvačka |
| - Jason Aldean - Luke Bryan - Hunter Hayes - Scotty McCreery - Blake Shelton | - Lauren Alaina - Miranda Lambert - Kellie Pickler - Taylor Swift - Carrie Underwoodová |
| R&B/Hip-Hopová píseň | Country píseň |
| - „Love on Top", Beyoncé - „Take Care", Drake featuring Rihanna - „Wild Ones", Flo Rida - „Without You", David Guetta - „Starships", Nicki Minaj                                              | - „Tattoos on This Town", Jason Aldean - „Crazy Girl", Eli Young Band - „Storm Warning", Hunter Hayes - „God Gave Me You", Blake Shelton - „Sparks Fly", Taylor Swift                                                     |
| Country skupina | Letní píseň |
| - The Band Perry - Eli Young Band - Lady Antebellum - Rascal Flatts - Thompson Square | - „All Around the World" Justin Bieber featuring Ludacris - „Call Me Maybe", Carly Rae Jepsenová - „Give Your Heart a Break", Demi Lovato - „Glad You Came", The Wanted - „Scream", Usher                                 |
| Píseň o lásce | Rozchodová píseň |
| - „Die in Your Arms", Justin Bieber - „Give Your Heart a Break", Demi Lovato - „I Won't Give Up", Jason Mraz - „What Makes You Beautiful", One Direction - „Home", Phillip Phillips           | - „Somebody That I Used to Know", Gotye featuring Kimbra - „Stronger (What Doesn't Kill You)", Kelly Clarkson - „Payphone", Maroon 5 featuring Wiz Khalifa - „Wide Awake", Katy Perry - „Climax", Usher                   |
| Letní hudební hvězda: žena | Letní hudební hvězda: muž |
| - Demi Lovato - Jennifer Lopez - Carly Rae Jepsenová - Katy Perry - Rihanna | - Justin Bieber - Flo Rida - David Guetta - Pitbull - Usher |
| Letní hudební hvězda: skupina | Průlomový umělec |
| - Coldplay - Gym Class Heroes - Maroon 5 - One Direction - The Wanted | - Ellie Goulding - Gotye - Carly Rae Jepsenová - Kimbra - Phillip Phillips |
| Průlomová skupina | |
| - Eli Young Band - fun. - Karmin - One Direction - The Wanted | |

### Televize
| Dramatický pořad | Herec: drama |
| --- | --- |
| - Sběratelé kostí - Super drbna - Prolhané krásky - Pomsta - Doteky osudu | - Penn Badgley, Super drbna - David Boreanaz, Sběratelé kostí - Ian Harding, Prolhané krásky - Kiefer Sutherland, Doteky osudu - Ed Westwick, Super drbna                                                         |
| Herečka: drama | Fantasy/Sci-Fi pořad |
| - Emily Deschanelová, Sběratelé kostí - Sarah Michelle Gellar, Nebezpečná identita - Lucy Hale, Prolhané krásky - Leighton Meesterová, Super drbna - Emily VanCamp, Pomsta                              | - Hranice nemožného - Bylo, nebylo - Lovci duchů - Pravá krev - Upíří deníky |
| Herec: Fantasy/Sci-Fi | Herečka: Fantasy/Sci-Fi |
| - Jensen Ackles, Lovci duchů - Joshua Jackson, Hranice nemožného - Jared Padalecki, Lovci duchů - Ian Somerhalder, Upíří deníky - Paul Wesley, Upíří deníky                                             | - Nina Dobrevová, Upíří deníky - Ginnifer Goodwin, Bylo, nebylo - Kat Graham, Upíří deníky - Anna Paquin, Pravá krev - Anna Torv, Hranice nemožného                                                               |
| Akční pořad | Herec: Akce |
| - Chuck - Kriminálka Miami - Hawaii 5-0 - Námořní vyšetřovací služba L. A. - Nikita | - LL Cool J, Námořní vyšetřovací služba L. A. - Daniel Dae Kim, Hawaii 5-0 - Zachary Levi, Chuck - Adam Rodríguez, Kriminálka Miami - Shane West, Nikita                                                          |
| Herečka: akce | Komediální pořad |
| - Lyndsy Fonseca, Nikita - Linda Hunt, Námořní vyšetřovací služba L. A. - Grace Park, Hawaii 5-0 - Maggie Q, Nikita - Yvonne Strahovski, Chuck                                                          | - 2 Socky - Teorie velkého třesku - Glee - Taková moderní rodinka - Nová holka |
| Herec: komedie | Herečka: komedie |
| - Ty Burrell, Taková moderní rodinka - Chris Colfer, Glee - Neil Patrick Harris, Jak jsem poznal vaši matku - Ashton Kutcher, Dva a půl chlapa - Jim Parsons, Teorie velkého třesku                     | - Miranda Cosgroveová, iCarly - Kaley Cuoco, Teorie velkého třesku - Zooey Deschanelová, Nová holka - Lea Michele, Glee - Sofía Vergara, Taková moderní rodinka                                                   |
| Animovaný pořad | Mužská osobnost |
| - Beavis a Butt-head - Bobovy burgery - Griffinovi - Robot Chicken - Simpsonovi | - Nick Cannon, Amerika má talent - Simon Cowell, The X Factor - CeeLo Green, The Voice - Gordon Ramsay, Hell's Kitchen - Steven Tyler, American Idol                                                              |
| Ženská osobnost | Soutěžní reality show |
| - Christina Aguilera, The Voice - Tyra Banks, Amerika hledá topmodelku - Carrie Ann Inaba, Dancing with the Stars - Jennifer Lopez, American Idol - Jessica Simpson, Fashion Star                       | - American Idol - Amerika hledá topmodelku - Kdo přežije: Jeden svět - The Voice - The X Factor |
| Reality Show | Mužská reality star |
| - Dance Moms - Pařba v Jersey Shore - Držte krok s Kardashians - Napálené celebrity - Tia & Tamera | - Paul DelVecchio, Pařba v Jersey Shore a Plán Paulyho D - Rob Dyrdek, Fantasy Factory a Kruťárny - William Levy, Dancing with the Stars - Scotty McCreery, American Idol - Mike Sorrentino, Pařba v Jersey Shore |
| Ženská reality star | Letní televizní pořad |
| - Lauren Alaina, American Idol - Melanie Amaro, The X Factor - Kardashianovi, Držte krok s Kardashians - Tia & Tamera Mowry, Tia & Tamera - Nicole Polizzi, Pařba v Jersey Shore                        | - Amerika má talent - Tajný život amerických teenagerů - Umíte tančit? - Vlčí mládě - Workaholics |
| Letní televizní hvězda: Muž | Letní televizní hvězda: Žena |
| - Ken Baumann, Tajný život amerických teenagerů - Jean-Luc Bilodeau, Tři kluci a nemluvně - Michael Ealy, Společná terapie - Daren Kagasoff, Tajný život amerických teenagerů - Tyler Posey, Vlčí mládě | - Troian Bellisario, Prolhané krásky - Chelsea Kane, Tři kluci a nemluvně - Crystal Reedová, Vlčí mládě - Ashley Rickards, Nešika - Shailene Woodley, Tajný život amerických teenagerů                            |
| Průlomový pořad | Průlomová hvězda: muž |
| - Mrcha od vedle - Nová holka - Pomsta - Smash - X Factor | - Josh Bowman, Pomsta - Josha Dallas, Bylo, nebylo - Jake Johnson, Nová holka - Beau Mirchoff, Nešika - Lamorne Morris, Nová holka                                                                                |
| Průlomová hvězda: žena | Zloděj scén: muž |
| - Beth Behrs, 2 Socky - Sutton Foster, Bunheads - Katharine McPhee, Smash - Hannah Simone, Nová holka - Dreama Walker, Mrcha od vedle                                                                   | - Max Greenfield, Nová holka - Gabriel Mann, Pomsta - Michael Trevino, Upíří deníky - James Van Der Beek, Mrcha od vedle - Damon Wayans, Jr., Šťastní až do smrti                                                 |
| Zloděj scén: žena | Padouch |
| - Candice Accola, Upíří deníky - Dianna Agron, Glee - Sarah Hyland, Taková moderní rodinka - Francia Raisa, Tajný život amerických teenagerů - Casey Wilson, Šťastní až do smrti                        | - Joseph Morgan, Upíří deníky - Lana Parrilla, Bylo, nebylo - Janel Parrish, Prolhané krásky - Krysten Ritter, Mrcha od vedle - Michelle Trachtenberg, Super drbna                                                |

### Móda
| Mužská módní ikona                                                                   | Ženská módní ikona                                                          |
| ------------------------------------------------------------------------------------ | --------------------------------------------------------------------------- |
| - Justin Bieber - Chris Colfer - CeeLo Green - Justin Timberlake - will.i.am         | - Katy Perry - Zooey Deschanel - Jennifer Lopez - Nicki Minaj - Miley Cyrus |
| Krásný muž                                                                           | Krásná žena                                                                 |
| - Ian Somerhalder - Justin Bieber - Ryan Gosling - Liam Hemsworth - Robert Pattinson | - Miley Cyrus - Selena Gomez - Katy Perry - Rihanna - Kate Upton            |

### Sport
| Sportovkyně | Sportovec |
| --- | --- |
| - Kelly Clark (snowboarding) - Maria Šarapovová (tenis) - Hope Solová (fotbal) - Lindsey Vonnová (lyžování) - Serena Williamsová (tenis) | - David Beckham (fotbal) - Kobe Bryant (basketbal) - Albert Pujols (baseball) - Tim Tebow (fotbal) - Shaun White (snowboarding/skateboarding/surfování) |

### Další
| Kniha | Komik                                                                              |
| --- | ---------------------------------------------------------------------------------- |
| - Trilogie Hunger Games, Suzanne Collins - Dárce, Lois Lowry - Stmívání, Stephanie Meyer - Trilogie Divergence, Veronica Roth - Talisman, Nicholas Sparks | - Ellen DeGeneresová - Jimmy Fallon - Andy Samberg - Daniel Tosh - Kristen Wiigová |
| Sociální síť | Nejlepší uživatel twitteru                                                         |
| - Facebook - Instagram - Pinterest - Tumblr - Twitter | - Justin Bieber - Miley Cyrus - Jimmy Fallon - Demi Lovato - Ryan Seacrest         |
| Videohra | Internetová hvězda                                                                 |
| - Call of Duty: Modern Warfare 3 - Just Dance 3 - Mass Effect 3 - NBA 2K12 - The Sims 3 Showtime: Katy Perry Collector's Edition                          | - Ryan Beatty - Cimorelli - Elle a Blair Fowler - Sophia Grace a Rosie - Karmin    |
| Speciální cena — Nejvyšší cena | Speciální cena — Inspirace                                                         |
| - Stmívání | - Miranda Cosgroveová                                                              |

## Více nominací
11 nominací - Twilight sága: Rozbřesk – 1. část a Avengers

8 nominací - Justin Bieber, Upíří deníky a Hunger Games

7 nominací - Katy Perry, Nová holka a Channing Tatum

6 nominací - Sněhurka a lovec, Talisman a Rihanna

5 nominací - Taylor Swift, Prolhané krásky, American Idol, Super drbna, Tajný život amerických teenagerů, Pomsta a Jennifer Lopez

4 nominace - Emma Stoneová, Demi Lovato, Amazing Spider-Man, Mrcha od vedle, Seth MacFarlane, Jonah Hill, The Wanted, Zac Efron, Miley Cyrus a Glee

3 nominace - One Direction, Vlčí mládě, Prometheus, Robert Downey Jr., Charlize Theron, Carly Rae Jepsenová a Nicki Minaj

## Více cen
Následující obdrželi v tomto roce více než jednu cenu:
- Sedm cen - Hunger Games
- Šest cen - Upíří deníky
- Pět cen - Taylor Swift
- Čtyři ceny - Twilight sága: Rozbřesk – 1. část, Justin Bieber a Prolhané krásky
- Tři ceny - Kristen Stewart, One Direction a Glee
- Dvě ceny - Emma Stoneová, Zac Efron, Demi Lovato a Ian Somerhalder

## Televizní rating
Pořad Teen Choice Awards 2012 získal rating 1.0/3 ve věkové skupině 18-49 let a v den vysílání ho sledovalo 3,02 milionů amerických diváků.